# Dudaia jeanneli
Dudaia jeanneli är en tvåvingeart som först beskrevs av Richards 1938.  Dudaia jeanneli ingår i släktet Dudaia och familjen hoppflugor. Inga underarter finns listade i Catalogue of Life.